# Journet
Journet és un municipi francès situat al departament de la Viena i a la regió de la Nova Aquitània. L'any 2007 tenia 378 habitants.

## Demografia

### Població
El 2007 la població de fet de Journet era de 378 persones. Hi havia 148 famílies de les quals 40 eren unipersonals (4 homes vivint sols i 36 dones vivint soles), 44 parelles sense fills, 52 parelles amb fills i 12 famílies monoparentals amb fills.
La població ha evolucionat segons el següent gràfic:
Habitants censats

### Habitatges
El 2007 hi havia 258 habitatges, 153 eren l'habitatge principal de la família, 69 eren segones residències i 36 estaven desocupats. 251 eren cases i 7 eren apartaments. Dels 153 habitatges principals, 102 estaven ocupats pels seus propietaris, 43 estaven llogats i ocupats pels llogaters i 8 estaven cedits a títol gratuït; 1 tenia una cambra, 10 en tenien dues, 16 en tenien tres, 40 en tenien quatre i 86 en tenien cinc o més. 96 habitatges disposaven pel capbaix d'una plaça de pàrquing. A 69 habitatges hi havia un automòbil i a 71 n'hi havia dos o més.

### Piràmide de població
La piràmide de població per edats i sexe el 2009 era:
| Homes | Edats   | Dones |
| ----- | ------- | ----- |
| 0     | 95 o +  | 0     |
| 0     | 90 a 94 | 0     |
| 0     | 85 a 89 | 4     |
| 12    | 80 a 84 | 8     |
| 4     | 75 a 79 | 24    |
| 0     | 70 a 74 | 8     |
| 16    | 65 a 69 | 8     |
| 8     | 60 a 64 | 8     |
| 4     | 55 a 59 | 8     |
| 20    | 50 a 54 | 16    |
| 16    | 45 a 49 | 16    |
| 16    | 40 a 44 | 16    |
| 8     | 35 a 39 | 0     |
| 4     | 30 a 34 | 12    |
| 28    | 25 a 29 | 12    |
| 24    | 20 a 24 | 8     |
| 28    | 15 a 19 | 8     |
| 8     | 10 a 14 | 8     |
| 16    | 5 a 9   | 4     |
| 0     | 0 a 4   | 12    |

## Economia
El 2007 la població en edat de treballar era de 239 persones, 170 eren actives i 69 eren inactives. De les 170 persones actives 162 estaven ocupades (94 homes i 68 dones) i 8 estaven aturades (4 homes i 4 dones). De les 69 persones inactives 19 estaven jubilades, 19 estaven estudiant i 31 estaven classificades com a «altres inactius».

### Ingressos
El 2009 a Journet hi havia 155 unitats fiscals que integraven 365 persones, la mediana anual d'ingressos fiscals per persona era de 15.183 €.

### Activitats econòmiques
Dels 8 establiments que hi havia el 2007, 3 eren d'empreses de construcció, 1 d'una empresa de comerç i reparació d'automòbils, 1 d'una empresa de transport, 1 d'una empresa d'hostatgeria i restauració, 1 d'una empresa immobiliària i 1 d'una empresa de serveis.
Dels 2 establiments de servei als particulars que hi havia el 2009, 1 era un paleta i 1 fusteria.
L'any 2000 a Journet hi havia 43 explotacions agrícoles que ocupaven un total de 4.288 hectàrees.

## Poblacions més properes
El següent diagrama mostra les poblacions més properes.